# Lago Taupo
El lago Taupo (del māori: Taupō-nui-a-Tia o Taupōmoana) es el más extenso de Nueva Zelanda. Se encuentra situado a 356 metros de altura en la zona central de la isla Norte. Tiene una profundidad máxima de 186 metros y se alimenta de las aguas de los ríos Waitahanui, Tongariro y Tauranga Taupo, y su principal desagüe es el río Waikato. La fauna nativa del lago incluye la trucha marrón, trucha arcoíris y la Anguilla australis. También es una importante zona turística.
La ciudad de Taupo se encuentra en la orilla nororiental del lago y la de Turangi al extremo meridional del mismo.

## Volcán
El lago se encuentra en la caldera del volcán Taupo, creada tras una enorme erupción volcánica hace aproximadamente 26 500 años. Según los registros geológicos, el volcán Taupo ha entrado en erupción 28 veces en los últimos 27 000 años. Se estima que la mayor erupción del Taupo, conocida como la erupción de Oruanui, expulsó 800 kilómetros cúbicos de material y llenó varios cientos de kilómetros cuadrados de tierra circundante para luego derrumbarse y formar la caldera. En el año 180 se produjo otra gran erupción violenta del volcán Taupo, conocida como la erupción de Hatepe, una de las erupciones más grandes en los últimos 5000 años.